# Folldal
Folldal este o comună din provincia Innlandet, Norvegia.